# Haninge HF
Haninge HF var en ishockeyklubb från Handen, Haninge kommun i Stockholms län. Klubben spelade sina hemmamatcher i Torvalla Ishall på Torvalla IP.
Åren 1994–2009 spelade föreningens A-lag för herrar 12 säsonger i Division 1. Från säsongen 2009/10 fram till klubbens upplösning spelade Haninge HF i Division 2, Stockholm södra. Inför säsongen 2013/2014 slogs Haninge HF ihop med Vendelsö IK:s ishockeysektion och Västerhaninge IF:s ishockeysektion och bildade den nya klubben Haninge Anchors HC. Den nya klubben fick spela sin första säsong i division 2, serien där Haninge HF slutade.

## Säsonger i Division 1
| Säsong                               | Division           | Placering  | Vårserie                   | Playoff/Kval                  |
| Haninge HC                           | Haninge HC         | Haninge HC | Haninge HC                 | Haninge HC                    |
| ------------------------------------ | ------------------ | ---------- | -------------------------- | ----------------------------- |
| 1994/1995                            | Division I Östra   | 8          | 3:a i fortsättningsserien  |                               |
| 1995/1996                            | Division I Östra   | 9          | 7:a i fortsättningsseerien | 3:a i kvalserien              |
| 1996/1997                            | Division I Östra   | 8          | 6:a i fortsättningsserien  |                               |
| 1997/1998                            | Division I Östra   | 8          | 6:a i fortsättningsserien  | 4:a i kvalserien, nerflyttade |
| 1998/1999 spelade man i Division II. |                    |            |                            |                               |
| 1999/2000                            | Division 1 Östra B | 8          | 4:a i vårserien            | 2:a i kvalserien, nerflyttade |
| Haninge HF                           |                    |            |                            |                               |
| 2000/2001 spelade man i Division 2.  |                    |            |                            |                               |
| 2001/2002                            | Division 1 Östra A | 7          | 7:a i fortsättningsserien  | 4:a i kvalserien, nerflyttade |
| 2002/2003 spelade man i Division 2.  |                    |            |                            |                               |
| 2003/2004                            | Division 1 Östra   | 9          |                            |                               |
| 2004/2005                            | Division 1 Östra   | 6          |                            |                               |
| 2005/2006                            | Division 1D        | 8          |                            |                               |
| 2006/2007                            | Division 1D        | 3          | 4:a i Allettan Västra      |                               |
| 2007/2008                            | Division 1D        | 4          | 8:a i Allettan Mellan      |                               |
| 2008/2009                            | Division 1D        | 7          | 5:a i vårserien            | 3:a i kvalserien, nerflyttade |

Anmärkningar
1. ↑  Efter att Team Gävle HF dragit sig ur Division I och Södertälje SK spelat till sig en plats i Elitserien fick Haninge behålla sin plats i Division I.[3]